# Dambach (Baixo Reno)
Dambach é uma comuna francesa na região administrativa de Grande Leste, no departamento Baixo Reno. 